# スープ・オペラ
『スープ・オペラ』（Soup Opera）は、阿川佐和子著作の日本の小説、および小説を原作とした日本映画。

## 小説
『小説新潮』で連載された阿川佐和子著作の3人の男女の共同生活をメインにした長編小説。新潮社より2005年11月に単行本が発売（ISBN 978-4104655021）、2008年5月には新潮文庫が発売されている（ISBN 978-4101184531）。

## ストーリー
突然の還暦の恋を迎えた叔母・トバちゃんが旅に出てしまい、一人暮しになった35歳の独身女性・島田ルイ。彼女の家に突然上がり込んだのは、2人の独身男性、初老のトニーさんと年下の康介。唯一の共通点はスープ好きという2人との、家族でも恋人でもない奇妙な共同生活が始まった。

## 映画
『スープ・オペラ』は、瀧本智行の第4回監督作品。主演は坂井真紀。9月26日に『もりおか映画祭』プレイベントとして盛岡ピカデリーで先行上映され、10月2日よりシネスイッチ銀座ほか、全国21館で公開。
ぴあ初日満足度ランキング（ぴあ映画生活調べ）では第4位になるなど好評価されている。
特別鑑賞券特典としてアルディン&オールドマンズテーラー特製の手作りコースタープレゼント。映画のコラボレーションとして劇中のスープを再現した『野菜を食べるスープ』が『Cafe & Meal MUJI』でメニュー化、またフレンチレストラン『ラ・ファランドール』では映画での料理担当の稲元シェフが『スープオペラセット』としてルイのスープを提供された。9月22-24日には日本橋三越本店で『映画スープ・オペラの世界展』が開催された。
キャッチコピーは「きちんとごはんを作ること。だれかと一緒に食べること。」「恋しい人が、帰ってくる。」。

### キャスト
- 島田ルイ（大学図書館の司書補、独身） - 坂井真紀
- 林康介（元編集者、肉屋に勤める事に。いつも笑顔） - 西島隆弘（AAA）
- トバちゃん（本名、楢崎藤子。ルイの叔母） - 加賀まりこ
- 井上豪（人気作家） - 平泉成
- 水谷医師（全国を飛び回る医者、トバちゃんと恋仲） - 萩原聖人
- 奈々子（ルイの親友、編集者） - 鈴木砂羽
- 吾妻屋主人（近所の肉屋） - 田山涼成
- 田中泰子（十二夫の妻） - 余貴美子
- 図書館長（大学図書館・館長） - 塩見三省
- 桂木夫人（ルイの家のお隣さん） - 草村礼子
- 倉木編集長（出版社編集長） - 嶋田久作
- 石橋教授（大学のフランス語教授） - 菅原大吉
- バス発車係（深夜バス発車係） - 品川徹
- 大谷教授（大学教授） - 田村三郎
- 笹島（ルイの見合い相手） - 森下能幸
- 笹島の母 - 入江若葉
- トニーさん（本名、田中十二夫、自称画家） - 藤竜也
- ルイ（5歳） - 北村海歩
- クリスチーナ（井上の妻） - コミアーナ鈴木
- ノラ猫（ルイの家周辺を縄張りとしている野良猫） - リアン

### スタッフ
- 監督 - 瀧本智行
- 原作 - 阿川佐和子
- エグゼクティブプロデューサー - 井上和子、久松猛朗
- 企画・製作 - 篠原弘子、城戸俊治
- プロデューサー - 臼井正明
- 脚本 - 青木研次
- 音楽 - 稲本響
- 撮影 - 柴主高秀
- 美術 - 若松孝市
- 照明 - 田中利夫
- 装飾 - 山本信穀
- 衣装 - 宮本まさ江
- 録音 - 藤丸和徳
- 整音 - 瀬川徹夫
- 編集 - 高橋信之
- スクリプター - 山下千鶴
- キャスティング - 空閑由美子
- 助監督 - 山本亮
- 製作担当 - 澤井克一
- 製作 - スープの会（ビー・アイ・ティー、プレノンアッシュ、衛星劇場）
- 製作協力 - シネムーブ
- 企画協力 - 新潮社
- 特別協力 - メディアスターフィナンシャルサービス
- 助成 - 文化芸術復興費補助金
- 配給 - プレノンアッシュ
- 宣伝協力 - アステア

### ロケ地
- 化女沼レジャーランド - 2000年閉園した宮城県のレジャー施設。